# Каменьчаны
Каменьчаны (укр. Кам'янчани) — село, Криничанская поселковая община, Каменской район, Днепропетровская область, Украина.
Код КОАТУУ — 1222082302. Население по переписи 2001 года составляло 169 человек.

## Географическое положение
Село Каменьчаны находится у одного из истоков реки Базавлук, примыкает к селу Ульновка, на расстоянии в 0,5 км расположено село Червоноивановка.